# Folk metal
El folk metal es un subgénero del heavy metal, desarrollado principalmente en Europa a inicios de la década de 1990. Como el nombre sugiere, el género es una fusión de distintas vertientes de heavy metal con música folclórica de cualquier región del mundo, por lo que suelen incluir un amplio uso de instrumentos y cantos tradicionales. En esencia, se considera como folk metal a cualquier grupo de metal que haga uso tanto de instrumentalización como de motivos tradicionales en sus composiciones. Comúnmente este folclor también se ve reflejado en las letras de las canciones, que suelen tratar temas como antiguas leyendas, historias de fantasía, canciones de taberna o tradicionales, y similares.
Muchas veces se relaciona el género con términos con el metal pagano, metal vikingo o metal pirata. Aunque estos términos en ocasiones pueden ser considerados subgéneros del folk metal, no necesariamente son variaciones de éste, ya que muchas agrupaciones de estos subgéneros de metal no llevan instrumentalización propia de las bandas folk. Estas denominaciones se basan más en la temática conceptual y lírica de las bandas, así como en su imagen, más que en su instrumentalización y estilos de composición.

## Historia

### Antecedentes
El género inicia desde el folk rock de la década de 1960, con bandas como Uriah Heep o Jethro Tull. Esta última mezclaba el sonido rock con una fuerte inspiración folclórica, especialmente al darle relevancia a la flauta, gracias al flautista y líder de la agrupación, Ian Anderson. En la década de 1970, varias agrupaciones de rock llegaban a tener canciones que podrían considerarse folk, tanto por la temática de las letras como por su forma de composición. Una agrupación que destaca es Rainbow, cuyo líder Ritchie Blackmore desde siempre ha admitido ser fanático de las temáticas y sonidos medievales, y el sonido folk puede encontrarse en temas como The Temple of the King o Sixteenth Century Greensleeves. Después de la separación del cantante Ronnie James Dio de Rainbow, este fue fichado por Black Sabbath en 1979 como nuevo vocalista, quien agregó a la banda sonidos y temáticas similares a los que hacía con Rainbow, lo cual se puede apreciar en temas como Children of the Sea, Neon Knights o Heaven and Hell.
Con el nacimiento del power metal, durante la década de 1980, muchas bandas de metal comenzaban a hacer uso de motivos provenientes de música clásica. Un gran exponente de este estilo fue el virtuoso músico Yngwie Malmsteen, famoso por ejecutar complejos pasajes escritos para violín, con la guitarra. Aunque esto dio pie a la creación del subgénero metal neoclásico, el folk metal también toma en ocasiones motivos o pasajes de obras clásicas o barrocas.

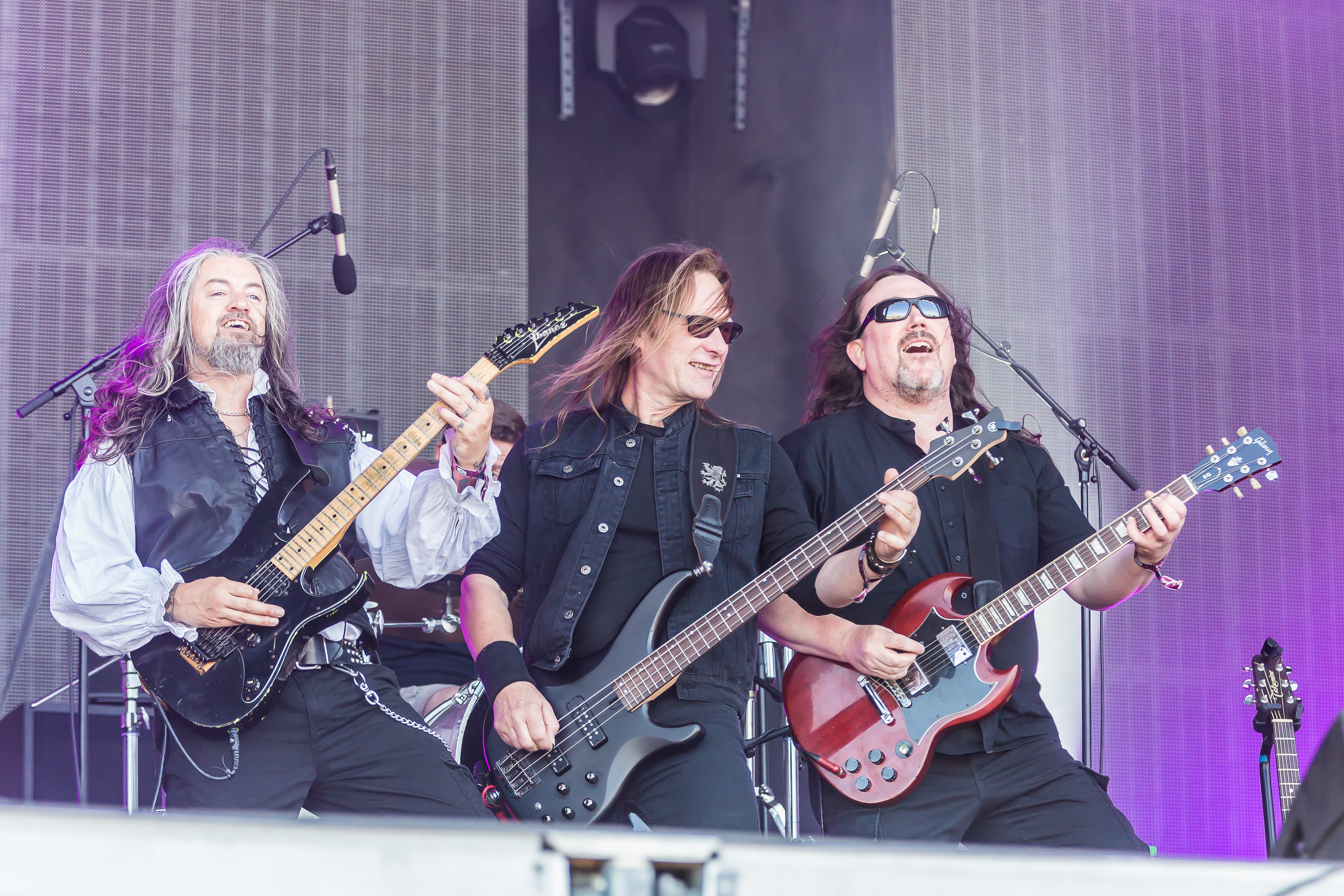
Skyclad, considerada la primera banda del género Folk metal.

### Inicios del Folk metal
Se considera que el primer exponente del género folk metal fue la banda británica Skyclad, cuyo álbum debut, The Wayward Sons of Mother Earth, fue lanzado en 1991. El grupo comenzó a mezclar sonidos heavy metal con flautas y violínes, además de usar vestimentas y temáticas medievales.
Durante la década de los noventa, comenzaron a emerger otras bandas del género rock y metal que mezclaban música e instrumentos tradicionales en diversas regiones de Europa, como Primordial (Irlanda), Subway to Sally (Alemania), Mägo de Oz (España), Turisas (Finlandia), entre otras. Aunque muchas de estas bandas no pertenecían completamente al género folk metal en sus inicios, siendo consideradas folk rock en un principio, con el tiempo su sonido fue cambiando hasta ser consideradas parte del género hoy en día.
Paralelamente y fuera de Europa, en México una banda poco conocida llamada Izckra combinó speed y power metal con música prehispánica en su demo de 1985 "Pueblo del Sol". Su repercusión no fue tan grande como la de Skyclad, sin embargo, representa el primer cimiento del folk metal de países latinoamericanos. Mientras tanto en China, Tang Dynasty lo hizo con música tradicional de su país en su primer álbum de larga duración "梦回唐朝" en 1991, estableciendo el folk metal de países asiáticos.

### Popularización del género internacionalmente
A partir del año 2000, el género estalló en prominencia, particularmente en Finlandia con los esfuerzos de grupos como Finntroll, Ensiferum, Korpiklaani, o Moonsorrow. Muchas de estas bandas ya comenzaban a ser menos ambiguas en cuanto a su sonido y ser consideradas directamente folk metal, ya que introducen elementos propios del Black metal y Death metal, mezclado con el sonido folk, como lo son el tipo de distorsión en guitarras junto con afinaciones más bajas que la afinación estándar, así como uso de voces guturales.
Con el tiempo, durante la década del 2000, la popularidad del género comenzó a expandirse a regiones fuera del continente europeo, especialmente en Asia y Latinoamérica. A pesar de la popularidad del sonido folk proveniente de música tradicional europea (lo cual dio origen a denominaciones como Metal Celta y Metal Medieval), muchas bandas emergentes en zonas fuera de Europa comenzaron a tomar el folclor de sus propias regiones, dando pie a denominaciones como Metal Prehispánico (México y Centroamérica), Metal Étnico (Chile), Metal Andino (Región andina), Metal Indígena, Metal Oriental (Medio oriente, China, India), Metal Árabe (Países árabes), Metal Eslavo (Rusia), entre otros. A tomar en cuenta que muchas bandas del género se crearon desde antes de la década de 2000, pero no fue hasta esta década que el género creció en popularidad en estas regiones.
A finales de la década de 2000, muchos grupos de metal sinfónico y power metal incursionaban con sonidos propios del género folk sin ser enteramente parte de este. Un ejemplo fue el grupo Nightwish, quienes en sus comienzos solían añadir instrumentos tradicionales en sus composiciones, y más tarde reforzaron el sonido folk tras la adición del flautista y gaitísta Troy Donockley, cuyo estilo puede apreciarse en temas como The Islander o Last of the Wilds.

## Características

### Musicales
El folk metal se caracteriza por usar instrumentos propios del heavy metal (conformados por el clásico power trio de la música rock) junto con instrumentos étnicos de varias regiones del mundo, dando una riqueza sonora my distinta al resto de subgéneros del heavy metal (siendo únicamente equiparable al metal sinfónico). Dentro del mismo folk metal existen subgéneros de entre los cuales varía su instrumentalización, com lo son el metal celta, metal prehispánico, metal oriental, entre otros. Algunas bandas también utilizan teclados para simular el sonido de otros instrumentos tradicionales.
El folk metal a menudo basa sus melodías, armonías y letras en formas musicales como lo son temas tradicionales antiguos, canciones folclóricas nacionales (dependiendo el país), salomas, polcas, entre otras. Al estar basada la música en géneros musicales que usualmente se usan para levantar el ánimo, bailar o cantar, es común pensar que el folk metal es un subgénero más alegre o «fiestero» que el resto de subgéneros del metal.

### Letras
Siendo el folk metal un género tan cercano a la música regional tradicional, los temas de sus canciones suelen tratar temas similares a los que se cantaban comúnmente dependiendo las regiones de donde provengan, como antiguas leyendas o mitos, historias de fantasía, canciones de taberna o de temas festivos, sobre la naturaleza.
Debido a sus tradiciones, historia y herencia cultural algunos países y regiones han destacado en la escena del Folk Metal; Finlandia, Rusia y Alemania son quizá los tres países que encabezan esta lista con bandas sobresalientes. Finlandia tiene algunas de las bandas más reconocidas del género como Finntroll, Korpiklaani, Moonsorrow, Ensiferum o Turisas las cuales han sabido combinar las influencias folk finlandesas como el humppa, el polka, o los cantos "yoik", con otras influencias como la música celta y con el metal, además de basar sus letras en leyendas locales, troles o mitología finesa.
En Rusia existe un gran número de grupos de folk metal, es probablemente el país con más representantes, a pesar de que el folk metal ruso no es tan popular como el finlandés. Debido a la fuerte influencia eslava en la música y letras de algunos grupos rusos, algunas veces se le llama "Slavic Pagan/Folk Metal" (también se aplica en bandas de Polonia, Ucrania, República Checa, entre otros países). Alemania también tiene un gran número de grupos en el género; destacan Falkenbach, una de las principales bandas a nivel mundial, aunque son más catalogados como Viking Metal su música está muy influenciada por la música folk. Grupos como XIV Dark Centuries o Menhir se acercan más al Pagan y Black Metal, pero contando también con una base en la música tradicional. Otras bandas alemanas tienen un sonido mucho más folk como Finsterforst o Equilibrium.

## Subgéneros del Folk

### Metal celta

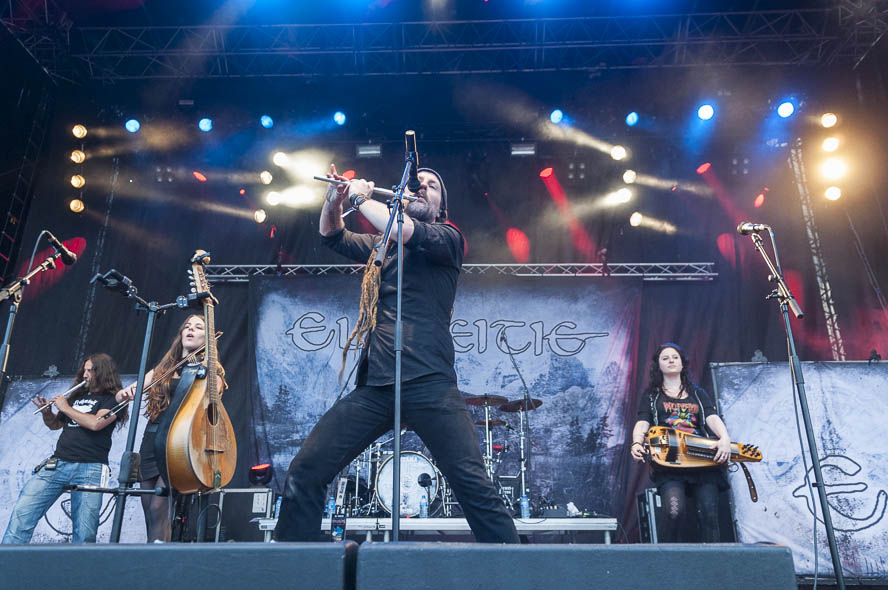
Eluveitie, banda suiza, de los mayores exponentes del subgénero Celtic metal.

Considerado el subgénero más distinguible del folk metal, y uno de los más populares a nivel internacional. Comenzó en la década de 1990 en Irlanda e Inglaterra, se caracteriza por fusionar diversos estilos del metal con la música celta tradicional. La mayor influencia musical del estilo celta es proveniente de la música de Irlanda donde sobresalen instrumentos como el violín, la gaita, y la flauta irlandesa, los cuales se convirtieron en los instrumentos más frecuentes y distinguibles del folk metal. Las temáticas del metal celta incluyen leyendas y mitos de deidades celtas, así como historias medievales o de fantasía, y muchas veces usan como base o directamente hacen adaptaciones de antiguas canciones tradicionales de las distintas naciones celtas. El género rápidamente se extendió por Europa y hoy día es practicado por muchas bandas incluso fuera del continente europeo, especialmente en parte de Asia y Latinoamérica, donde encontró gran popularidad.
Si bien los orígenes del celtic metal podrían remontarse hasta la banda inglesa considerada pionera del folk metal, Skyclad, la primera banda que basó su estilo directamente en la música celta fue Cruachan. Fundada por Keith Fay quien, inspirado por el álbum The Wayward Sons of Mother Earth de Skyclad, y la banda local de folk rock Horslips, creó una combinación entre el black metal y la música tradicional irlandesa, sacando a la luz su primer demo en 1992, cuando la banda llevaba el nombre de Minas Tirith. Un año después Primordial creó su primer demo en el que también se mezclaba el black metal con la música irlandesa, pero de una manera más sutil a través de distintos tiempos y acordes. En este mismo año se formaba también Waylander en Irlanda del Norte. Después del año 2000, con la aparición de importantes agrupaciones del género como los suizos Eluveitie o los rusos Arkona, el subgénero creció en bandas y seguidores por lo que se expandió en Europa principalmente en países que también tuvieron una gran influencia celta como Francia y España.[cita requerida]
Instrumentos folclóricos comunes: gaita, bodhrán, flauta irlandesa, arpa celta, violín, bombarda, zanfona, laúd, buzuki, concertina.

Algunas bandas destacadas: Cruachan, Primordial, Waylander, Mägo de Oz, Eluveitie, Heidevolk, Arkona, Battlelore, Saurom, Furor Gallico, Suidakra, Tuatha de Danann, Celtian, Týr, Skiltron, Satarial, Aes Dana.

### Metal prehispánico

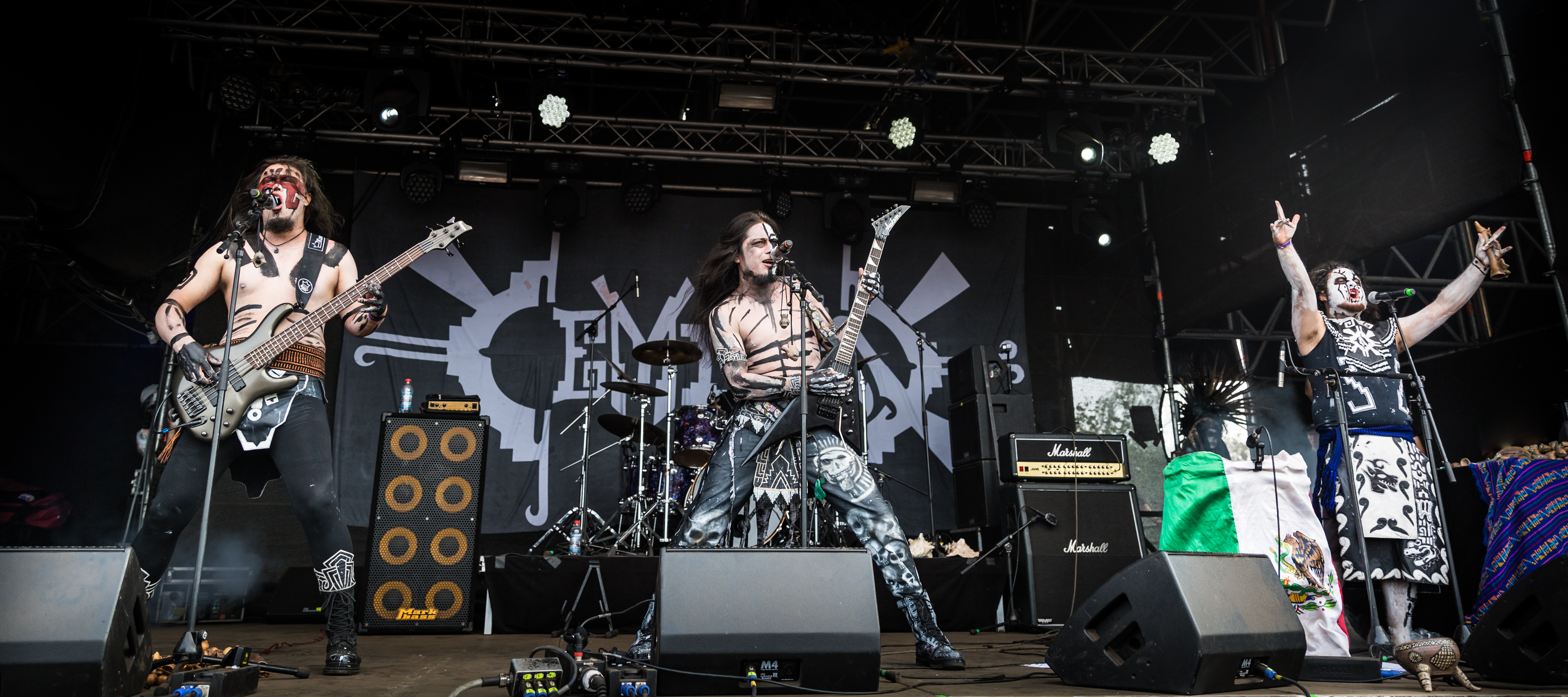
Cemican, banda mexicana de metal prehispánico.

El Prehispanic metal es un subgénero que combina las diferentes variantes del heavy metal con música prehispánica. El subgénero es proveniente de México y Centroamérica y se ha mantenido en estas regiones ya que aún no goza de suficiente popularidad fuera de Latinoamérica. Las temáticas rondan sobre leyendas y mitología prehispánica de culturas como la maya, mexica, olmeca, zapoteca, entre otras. La música añade instrumentos comunes de los pueblos indígenas en los que destacan instrumentos de viento y percusiones. La primera banda considerada como metal prehispánico fueron los mexicanos Izckra, con su demo Pueblo del Sol  de 1985. Después el grupo Carne Lunar lanzarían el EP Corazón de Jade en 1991.
Instrumentos folclóricos comunes: flauta tezcatlipoca, ocarina camaleón, trompeta maya, caracol sonoro, silbato de la muerte azteca, ayacachtli, omichitzicahuaztli, teponaztli, tlalpanhuehuetl, tzilinilli, cascabeles.

Algunas bandas destacadas: Izckra, Carne Lunar, Ek, Coatl, Cemican, Cabrakaän, Mictlan.

### Metal oriental

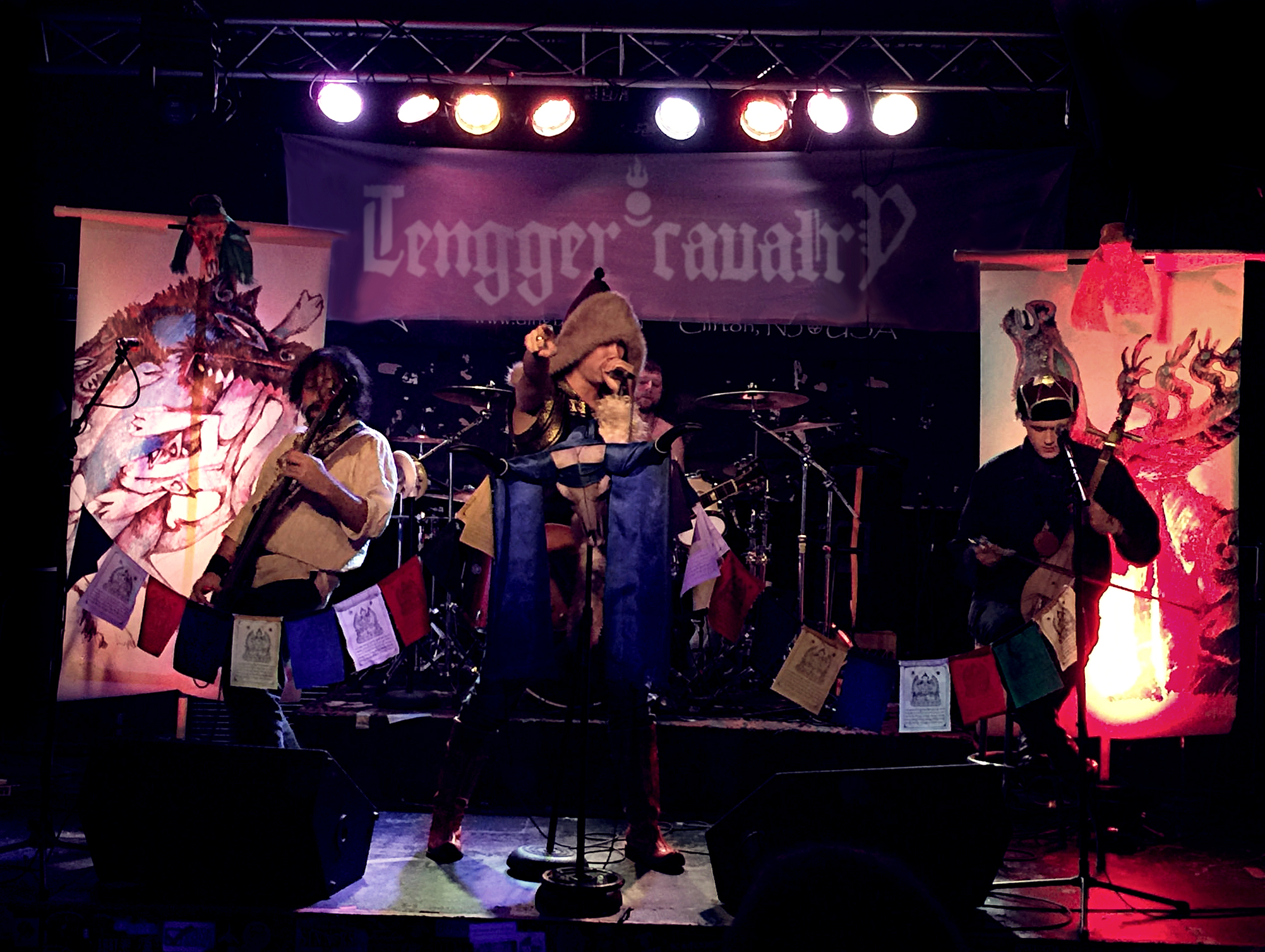
Tengger Cavalry, banda mongola-china, grandes exponentes del Oriental metal.

El Oriental metal es un subgénero que se inspira en la música folclórica de Oriente Medio, y gran parte de Asia. Muchas personas no están de acuerdo con esta denominación, argumentando que se deberían distinguir varios subgéneros como sería el Middle eastern metal, Mesopotamian metal, Vedic metal o Yiddish metal. Ya que, al igual que sucede en Europa con distintos géneros como el Celtic, Slavic o Viking metal, todas estas ramas cuentan con grandes diferencias culturales y musicales que (algunos creen) no deberían ser catalogadas en un mismo subgénero. A pesar de esto el uso más extendido de Oriental metal se da debido a la concepción occidental en la que se engloba con el término «oriental» a todo lo correspondiente al continente asiático y algunos países del norte de África, desde lo que conocemos como Medio Oriente hasta el Lejano Oriente. De esta forma, existe una gran diversidad en la música considerada como Metal oriental, desde metal con influencias árabes y judías (provenientes de Egipto, Túnez, Israel, entre otros), hasta la inclusión de instrumentos y melodías ancestrales de países como China, Mongolia y la India.
Dada esta definición, podemos considerar a la banda israelí Orphaned Land como los pioneros del metal oriental. Esta agrupación se formó en 1991 y sacó su primer demo en 1993, el cual llamó la atención de inmediato debido a su estilo descomunal de mezclar la música de medio oriente y judía con el metal, hoy en día es una de las bandas más sobresalientes del folk metal de oriente. Otra de las primeras bandas en experimentar esta mezcla de sonidos fue Melechesh la cual también se formó en Israel, en 1993, mezclando riffs y melodías del medio oriente con una sólida base de black metal. Cabe destacar que Ashmedi, líder de la banda, es uno de los detractores del término Oriental metal, llamando a su música Mesopotamian metal.[cita requerida]
Las bandas de Medio Oriente tienen una gran diversidad entre ellas e incluso suelen ser llamadas con subgéneros propios, como Yiddish metal, Mesopotamian metal, Middle eastern metal, entre otros. También existen varias bandas consideradas como metal oriental fuera de Asia, como Arkan en Francia o Kartikeya de Rusia, incluso Nile, la banda estadounidense de death metal suele ser considerada en este género ya que añaden gran cantidad de música egipcia en sus canciones.
Dentro de la clasificación de las bandas de Lejano Oriente, se incluye a Onmyo-za banda japonesa proveniente de Osaka que mezcla heavy metal tradicional con elementos de música folclórica japonesa. Otros que incluyen elementos de música folclórica japonesa podrían ser los finlandeses Wintersun, a partir de su segundo álbum.
Instrumentos folclóricos comunes: darbouka, laúd, qanun, ney, violín, acordeón, rebab, mizmar, arghul, bendir, bouzouki, saz, daegeum, morin juur, balalaica.

Algunas bandas destacadas: Arkan, Orphaned Land, Kartikeya, Myrath, Melechesh, Nile, Onmyo-za, IGNEA, Subterranean Masquerade, Tengger Cavalry, Nawather, Bloodywood.

### Folk/power metal

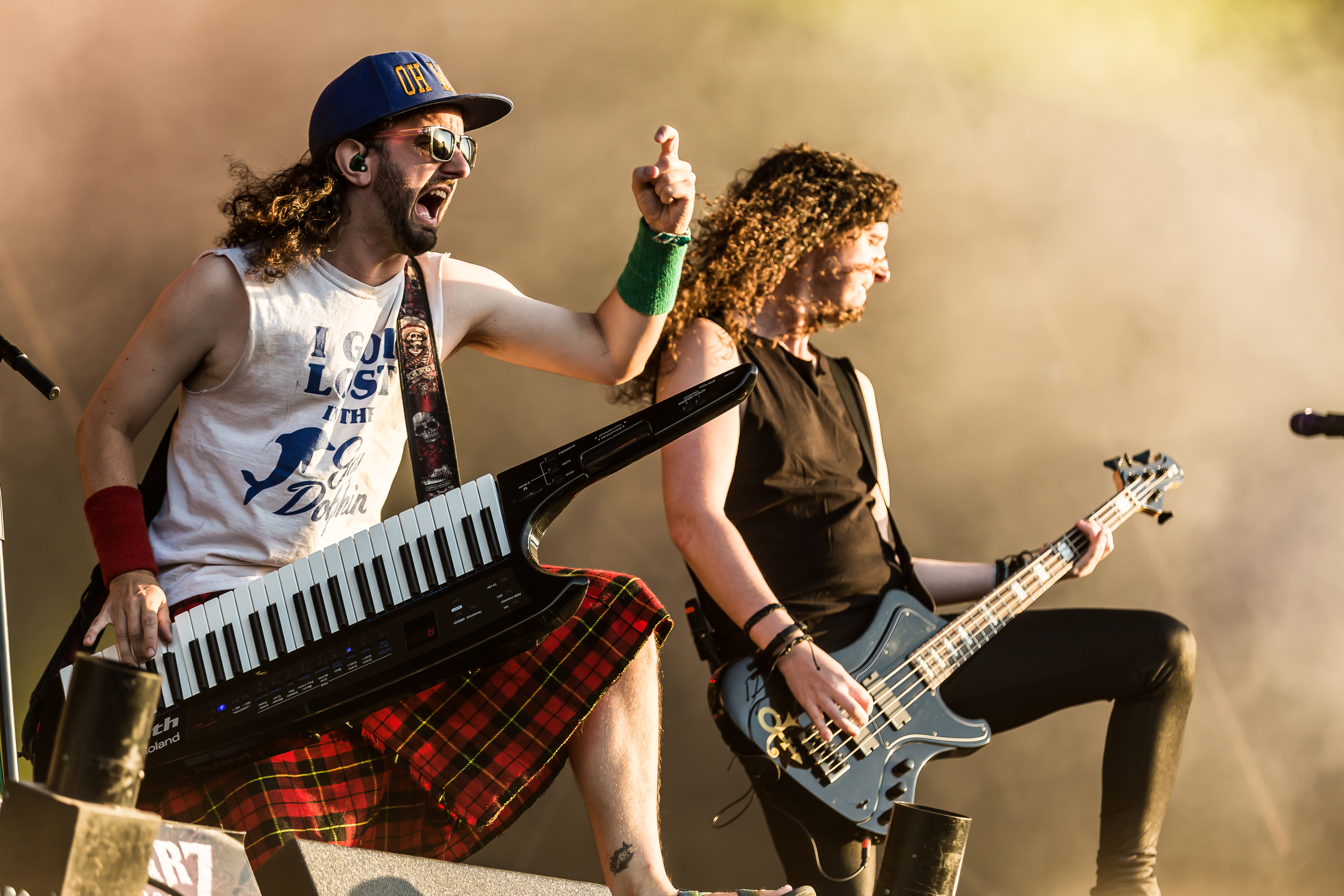
Alestorm, banda escosesa de Pirate metal.

La inclusión de influencias folk en el power metal se puede remontar a los primeros grupos de power como Helloween o Running Wild. Aunque actualmente varios grupos que son catalogados simplemente como power metal utilizan melodías o instrumentalización folk en su música como Rhapsody of Fire, Nightwish, Dark Moor (en sus trabajos más recientes) o Avantasia. Se conocen como "folk/power metal principalmente a las bandas que hacen un mayor uso de música e instrumentos folk pero siendo principalmente agrupaciones Power metal. Un banda con gran reconocimiento es Alestorm, quienes han destacado debido a su estilo autodenominado True Scottish Pirate Metal en el que basan sus letras en historias de piratas y alcohol. También se podría destacar el caso de los españoles Salduie (de Zaragoza), FallenHall (surgidos en las Islas Canarias), Sapere Aude (de las tierras de Valencia), los goliardos Lèpoka (de Castellón de la Plana) y los argentinos Barloventos que además de mezclar folk metal con power metal, añaden elementos típicos del metal sinfónico a su música. Una banda que popularizó bastante el género a finales de la década de 2010 fueron los italianos Wind Rose, quienes hacen canciones con temáticas de fantasía y la imagen de la banda hace alusión a los enanos de las novelas de J.R.R. Tolkien, ellos mismos han descrito su sonido como Dwarf Metal.
El Folk/Power Metal tiene un gran número de seguidores debido a que es un género «fácil» de escuchar debido al poco uso de voces guturales y a que es más melódico y «alegre» en comparación con el folk black, folk viking o folk death.
Instrumentos especiales utilizados comúnmente: violín, teclados/keytar, varias flautas, gaita, coros.

Algunas bandas destacadas: Alestorm, Falconer, Elvenking, Tierramystica, Salduie, Korpiklaani, Equilibrium, Saltatio Mortis, Nekrogoblikon, Wind Rose, Orden Ogan, Feuerschwanz.